# Lợi điểm bán hàng độc nhất
Lợi điểm bán hàng độc nhất - unique selling point (hay unique selling proposition) - USP là một khái niệm trong tiếp thị, chỉ ưu thế bền vững của một thương hiệu hay sản phẩm được xác định với mục đích tạo sự khác biệt rõ rệt, khiến khách hàng quyết định chọn thương hiệu/sản phẩm này thay vì thương hiệu/sản phẩm khác.

## Định nghĩa
Theo Rosser Reeves (quyển Reality in Advertising), định nghĩa hoàn chỉnh của USP bao gồm 3 phần:
1. Mỗi mẩu quảng cáo phải truyền tải được 1 lợi ích nào đó đến khách hàng: "Mua sản phẩm này, bạn sẽ nhận được lợi ích này"
2. USP của bạn phải độc nhất và đối thủ cạnh tranh không thể hoặc không mang lại.
3. USP phải có sức thuyết phục đủ mạnh sao cho rất nhiều khách hàng sẽ sẵn sàng chuyển sang dùng sản phẩm của bạn, thay vì các sản phẩm khác trên thị trường.

## Tầm quan trọng
Khái niệm USP đã trở thànhBản mẫu:When? một trong tám phương pháp thực hiện quảng cáo rộng rãi trong quảng cáo. Phương pháp USP được khuyến nghị ở đó mức độ đổi mới công nghệ cao đặc trưng cho danh mục sản phẩm.  USP rõ ràng giúp người tiêu dùng hiểu được sự khác biệt - ngay cả những khác biệt không tồn tại - giữa các sản phẩm thương hiệu trong một danh mục và cũng có thể giúp người tiêu dùng hình thành thái độ tích cực đối với thương hiệu và cuối cùng có thể góp phần làm tăng mức độ gợi nhớ thương hiệu.
Để xác định USP thích hợp cho bất kỳ thương hiệu nhất định nào, nhà tiếp thị phải thực hiện nghiên cứu sâu rộng về danh mục cũng như người tiêu dùng. Điều quan trọng là có thể định vị một không gian trên thị trường, đảm bảo rằng tính năng là thứ độc nhất và cũng là thứ được khách hàng tiềm năng đánh giá cao. Người bán cũng cần cố gắng bán một thương hiệu cho chính họ; điều này để họ biết rằng họ đam mê một sản phẩm và tin tưởng rằng sản phẩm đó có thể thành công. Người bán cần một điểm chìa khóa khi cố gắng bán sản phẩm hoặc dịch vụ của họ, và tìm ra nó trước khi bán sẽ có lợi. Có điểm khác biệt để nổi bật là một lợi ích chính trên thị trường; khách hàng sẽ bị thu hút bởi doanh nghiệp nếu doanh nghiệp đó cung cấp thứ mà không ai khác có. Cho dù sự khác biệt là tinh tế hay rõ ràng, chúng có thể là động lực đảm bảo người tiêu dùng cuối cùng đưa ra quyết định mong muốn trong việc lựa chọn một sản phẩm so với đối thủ cạnh tranh. Đây chính là điều mà mọi doanh nghiệp nên tìm kiếm vào trong cho dù đó là dịch vụ giao hàng tận nhà từ cửa hàng hoặc thực phẩm hoàn toàn hữu cơ tại nhà hàng.

## Ví dụ
Một số thương hiệu xác định được USP tốt bao gồm:
- Head & Shoulder (dầu gội): Trị sạch gàu
- Domino's Pizza: Giao hàng bánh nóng hổi trong vòng 30 phút, chậm hơn không tính tiền
- M&M: Chỉ tan trong miệng, không tan trên tay
- Wonder Bread: Nuôi dưỡng cơ thể khỏe mạnh với 12 cách

## Cách xác định xem USP của bạn có thực sự độc nhất
1. Lợi thế bán hàng của bạn có độc nhất vô nhị hay không?
2. Nếu có thì theo cách nào?
3. Bạn có thể chứng minh nó một cách rõ ràng không? Bạn có những lý do hỗ trợ để thuyết phục khách hàng cho USP này.
4. Nếu bạn không độc nhất vô nhị, bạn có làm tốt hơn đối thủ cạnh tranh của mình không? Và nếu có, chính xác là điều gì khiến cho bạn tốt hơn?
5. Bạn có thể diễn đạt bằng ngôn ngữ thật dễ hiểu điều khiến cho bạn tốt hơn hay khác biệt không?
6. Bạn có mang lại chất lượng—tương ứng với một mức giá nào đó hoặc bất chấp giá cả?
7. Bạn có mang lại giá trị bền vững? USP cần là một lợi thế bền vững chứ không đơn thuần là lợi thế dễ dàng mất đi trong tương lai.
8. Nếu bạn tin rằng bạn mang lại giá trị, bạn có thể diễn tả nó trong giới hạn 20 từ, nêu rõ điều gì là lợi ích không thể nghi ngờ mà bạn mang lại với mức giá cả hợp lý cho các khách hàng hài hòng?